# حراج جان‌ها
حراج جان‌ها یا کتاب ارمنستان، سرزمین تسخیر شده از نخستین زندگی‌نامه‌های مستند شاهدان عینی نسل‌کشی ارمنی‌ها است که در ۱۹۱۸ میلادی در نیویورک به چاپ رسیده.
در این کتاب، آرشالویس (آرورا) ماردیگانیان، دختری از اهالی چشمکاتزاگ، از شهرهای ارمنینشین ترکیه عثمانی، شرحی مفصل از اتفاقاتی را که در طی نسل‌کشی از سر گذرانده است بازگو می‌کند.
آرشالویس در چهارده سالگی در حرمسراهای مقامات ترک و مردان قبایل کرد مورد آزار و اذیت قرار می‌گیرد و والدین، خواهر و سه برادرش را، که با بی‌رحمی در جلوی چشمانش کشته می‌شوند، از دست می‌دهد.
دو سال پس از این وقایع آرشالویس ماردیگانیان یا ژاندارک ارمنیان _لقبی که در ایالات متحدهٔ امریکا به او دادند_ در برابر تغییر مذهبش مقاومت کرد و از حرمسرای کمال افندی، ارباب ترکش، گریخت.
در آغاز بهار ۱۹۱۷ پس از مدت‌ها سرگردانی به ارزروم، که قبلاً به اشغال نیروهای روسی در آمده بود، رسید. در ارزروم به مبلغان مذهبی امریکایی پناه برد و از طریق کمیتهٔ امریکایی امداد به ارمنیان و سوری‌ها به سن‌پطرزبورگ و از آنجا به نیویورک منتقل و در آنجا ساکن شد.

## کتاب حراج جان‌ها
در آغاز دههٔ ۱۹۲۰ کتاب خاطرات آرشالویس ماردیگانیان، ارمنستان، سرزمین تسخیر شده، نیز مورد سانسور قرار گرفت و به یکباره از کتابخانه‌های بریتانیا و آمریکا جمع‌آوری شد.
کتاب ارمنستان، سرزمین تسخیر شده در ۱۹۹۷ از سوی انتشارات اسکیرکرو تجدید چاپ شد.

## فیلم حراج جان‌ها

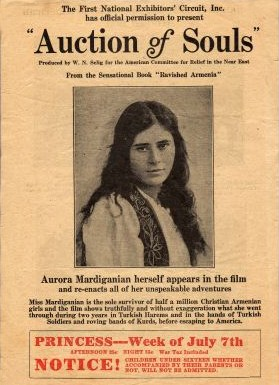

کتاب ارمنستان، سرزمین تسخیر شده زمانی تکمیل شد که کمیتهٔ امریکایی امداد به ارمنیان و سوری‌ها پیشنهاد ساخت فیلمی را بر اساس داستان این کتاب داد. بنابر توافق به عمل آمده مقرر شد همهٔ درآمد حاصل از فروش فیلم، که به سی میلیون دلار می‌رسید، صرف کمک به شصت هزار کودک یتیم ارمنی شود.
در ۱۹۱۸، در استودیوی مترو گلدین مایر، اسکار آپفل فیلم صامت حراج جان‌ها را بر پایهٔ خاطرات واقعی ماردیگانیان ساخت که در واقع نخستین فیلم ساخته شده در زمینهٔ نژادکشی است.
بیش از ده هزار ارمنی مقیم کالیفرنیای جنوبی، شامل دویست کودک نفی بلد شده، در این فیلم شرکت کردند. متن فیلم سه نسخه داشت. نسخهٔ اولیه شامل ۶۷۵ فریم و آخرین نسخهٔ بازنگری شده دارای ۵۳۷ فریم بود.
کل فیلم را جیمز برایس، رئیس کمیتهٔ امریکایی امداد به ارمنیان و سوری‌ها، سفیر پیشین بریتانیای کبیر در آمریکا و هنری مورگنتاوو، سفیر آمریکا در ترکیه (۱۹۱۳-۱۹۱۶) مورد بررسی قرار دادند و آن را عالی ارزیابی کردند.
فیلم خصوصاً به این علت قابل توجه است که آرشالویس ماردیگانیان هم فیلمنامه آن را نوشته و هم در نقش اصلی آن بازی کرده. کمک او برای دقت در زمینهٔ انتخاب لباس‌ها و خلق فضاها و چشم‌اندازها عالی بود. اسکار آپفل، کارگردان فیلم، با توجه به اهمیت سیاسی فراوان فیلم ماردیگانیان را برای بازی در نقش اول آن انتخاب کرد.
فیلم حراج جان‌ها نخستین بار در ۱۶ فوریهٔ ۱۹۱۹، در هتل پلازا، در نیویورک با حمایت اولیور هریمن و جرج واندر بیت، از اعضای کمیتهٔ امریکایی امداد به ارمنیان و سوری‌ها، به نمایش در آمد.

آپفل، در مورد فیلم می‌گوید: 
«فیلم حراج جان‌ها حاوی پیامی تاریخی است و آن‌ها تلاش کرده‌اند تا صحنه‌ها و فضاهای فیلم را منطبق با واقعیت خلق کنند. او مجبور بوده برخی از صحنه‌های فیلم را به خاطر اعمال غیر انسانی عثمانی‌ها، که سبب آزردگی تماشاگران می شده، حذف کند، از جمله صحنه‌ای که در آن ناخن‌های روحانی ای سالخورده کشیده می‌شود. از نظر او هیچ صحنه‌ای از این فیلم نباید حذف می شده. این فیلم نماد و یادبودی است از حقیقت و حذف صحنه‌هایی از آن یعنی تحریف تاریخ و این وحشتناک تر است.»
طی ۱۹۱۹-۱۹۲۰، آوازهٔ این فیلم به اروپا نیز رسید. روزنامهٔ سینمایی بایوسکوپ، در لندن، در مقاله‌ای اهمیت و ارزش فراوان فیلم را خاطر نشان ساخت. روزنامه‌های دیگر انگلیسی از قبیل ایلوستریتد لندن نیوز و مُرنینگ تلگراف نیز خوانندگان را به تماشای آن ترغیب کردند.
حراج جان‌ها در دسامبر ۱۹۱۹ به انگلستان رفت لیکن مورد سانسور قرار گرفت. پس از مدت‌ها مذاکره با مقامات بریتانیایی سرانجام با کسب مجوز از اسکاتلندیارد به مدت سه هفته در تالار سلطنتی آلبرت هال به نمایش گذاشته شد اما مجدداً حین نمایش مورد سانسور قرار گرفت؛ برخی از عناوین تغییر کردند و چهار صحنه از فیلم حذف شد.
بیش از هشتاد سال پس از نمایش فیلم تاریخ‌نگاران سینما در جستجوی فیلم بودند اما نتوانستند اثری از آن بیابند. در مورد مفقود شدن فیلم نظرات مختلفی شکل گرفت مانند اینکه فیلم به دست دزدان ربوده شده. نظر دیگر حاکی از آن است که این فیلم جزء محمولهٔ کشتی‌ای به مقصد بندر باتومی بوده که در راه غرق شده.
نسخهٔ کامل فیلم ۸۵ دقیقه بوده که متأسفانه از بین رفته. در ۱۹۹۴ م. قسمت‌هایی از فیلم با کمک‌های ادوارد گوزانلیان، ارمنی‌ای از اهالی آرژانتین، کشف شد که یک نسخه از آن هم‌اکنون در موزهٔ نژادکشی ارمنستان نگهداری می‌شود. تمامی صحنه‌های فیلم دارای زیرنویسهایی به زبان‌های ارمنی، فرانسوی و انگلیسی است. فهرست کامل زیرنویس‌های اصلی فیلم در کتابخانهٔ فرهنگستان هنرها و علوم سینمایی مارگارت هریک نگهداری می‌شود.